# Медковец (община)
Медковец (болг. Община Медковец) — община в Болгарии. Входит в состав Монтанской области. Население составляет 4954 человека (на 21.07.05 г.).

## Состав общины
В состав общины входят следующие населённые пункты:
1. Аспарухово
2. Медковец
3. Пишурка
4. Расово
5. Сливовик

1. ↑  НСИ Националният регистър на населените места (болг.)